# Uken
Uken (jap. 宇検村 Uken-son) – wieś w Japonii, w prefekturze Kagoshima, na wyspie Amami Ōshima. Według danych na rok 2020 miejscowość zamieszkiwało 1 621 mieszkańców , a gęstość zaludnienia wyniosła 15,7 os./km².